# Паркерс Прери (Минесота)
Паркерс Прери (енгл. Parkers Prairie) град је у америчкој савезној држави Минесота.

## Демографија
По попису из 2010. године број становника је 1.011, што је 20 (2,0%) становника више него 2000. године.
| Група             | 2000.       | 2010.         |
| Белци             | 980 (98,9%) | 1.000 (98,9%) |
| Афроамериканци    | 0 (0,0%)    | 4 (0,4%)      |
| Азијати           | 1 (0,1%)    | 0 (0,0%)      |
| Хиспаноамериканци | 6 (0,6%)    | 4 (0,4%)      |
| Укупно            | 991         | 1.011         |